# 文岑巴赫
文岑巴赫是德国巴伐利亚州的一个市镇。总面积29.84平方公里，总人口8293人，其中男性4218人，女性4075人（2011年12月31日），人口密度278人/平方公里。